# Église Notre-Dame-du-Chêne de Viroflay
L'église Notre-Dame-du-Chêne est une église catholique située rue Rieussec à Viroflay, en France. La consécration eut lieu le 16 avril 1966.

## Historique
La première pierre de l’église Notre-Dame du Chêne a été posée le 19 juin 1960 et elle a été achevée et consacrée le 16 avril 1966. 
Elle a été conçue par les frères architectes Louis, Luc et Thierry Sainsaulieu qui se sont inspirés de l'opéra de Sydney. L'orgue provient de l'église Saint-Antoine-de-Padoue du Chesnay et a été reconstruit.
Financée par la population de Viroflay, elle est la propriété du diocèse de Versailles.
L'église tient son nom du Chêne de la Vierge, un arbre de Viroflay classé remarquable par l’Office National de Forêts à qui l'on prête des guérisons miraculeuses du choléra pour Chaville et Viroflay au XIXe siècle (4e pandémie 1866-1876).

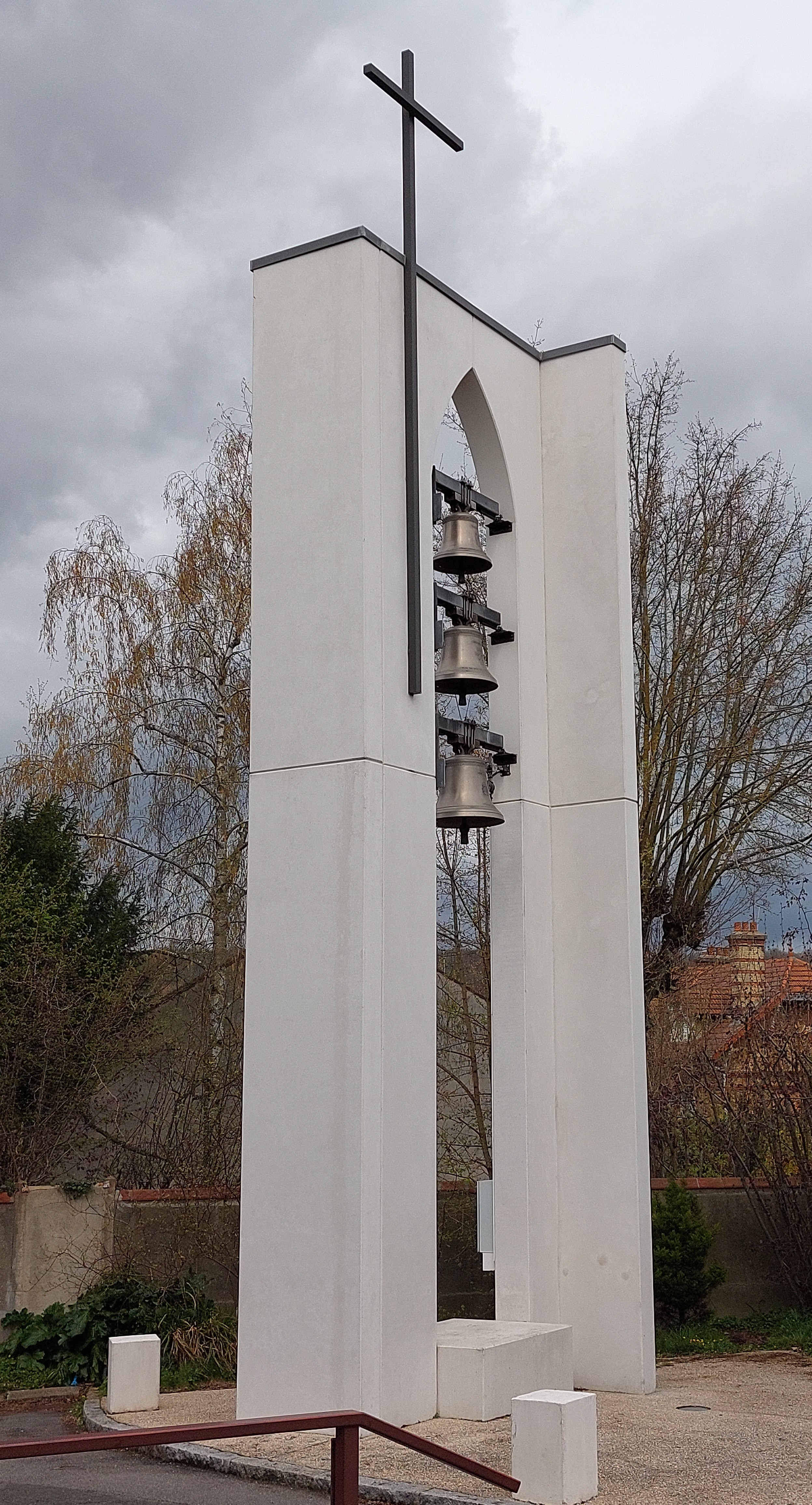
Campanile Notre-Dame-du-Chêne

En 2016, un campanile est rajouté en contrebas à droite de l’entrée qui s’élève à neuf mètres. Il soutient trois cloches une en mi (155 kg), une en do (190 kg) et une en ré (275 kg). Il a été béni par l'évêque de Versailles, le dimanche 10 avril 2016.
Sanctuaire dédié à la Vierge Marie, elle fait partie des sanctuaires mariaux de France.

## Description
D'architecture typique des années 1960, elle est construite principalement en béton et bois lamellé-collé. 
L'entrée est formée par un triplet de baies soutenant de manière factice l'édifice. Deux flèches de 34 mètres couvertes en ardoises encadrent le chevet et surmontent la toiture en cuivre en forme de coquille inversée.
L'intérieur est elliptique avec une nef à vaisseau unique éclairé par un puits de lumière et se terminant par un chevet plat.

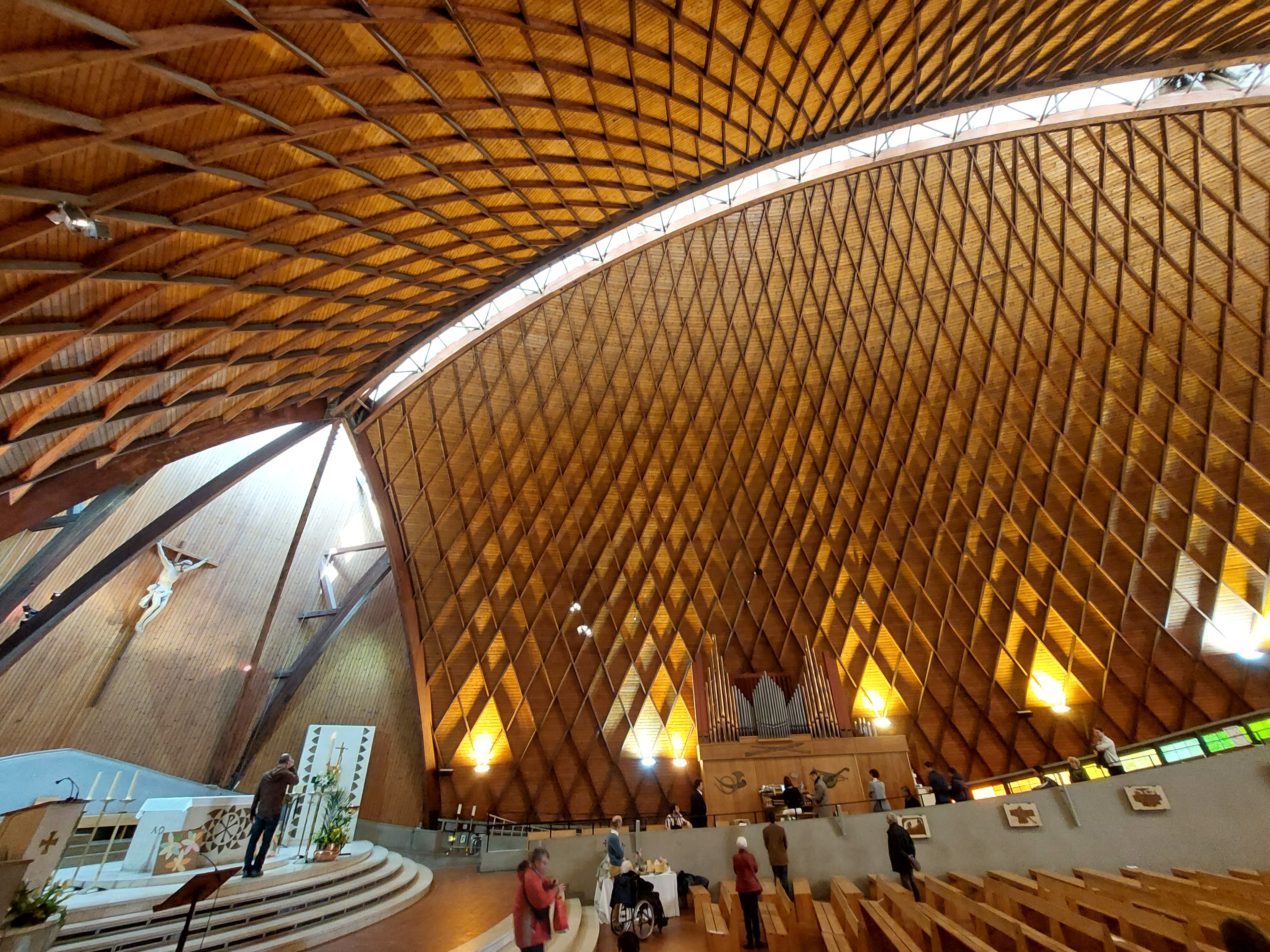
Nef de Notre-Dame-du-Chêne

La charpente apparente est en bois lamellé-collé, formée de 1300 losanges et conçue par l'ingénieur Robert Lourdin, spécialiste de ce matériau. Deux poutres, elles aussi en lamellé-collé, forment la voûte qui culmine à 20 mètres de haut. 
L'édifice comporte une crypte en béton, en sous-sol.  En 1971 y est peint une fresque murale par Marie Baranger, représentant Notre-Dame-du-Chêne, vénérée en forêt de Meudon.
L’église peut accueillir 800 personnes.
L‘autel, le tabernacle et l’ambon, en pierre, ainsi que la statue de la Vierge, en bois iroko, sont  des sculptures de Jacques Coquillay. 

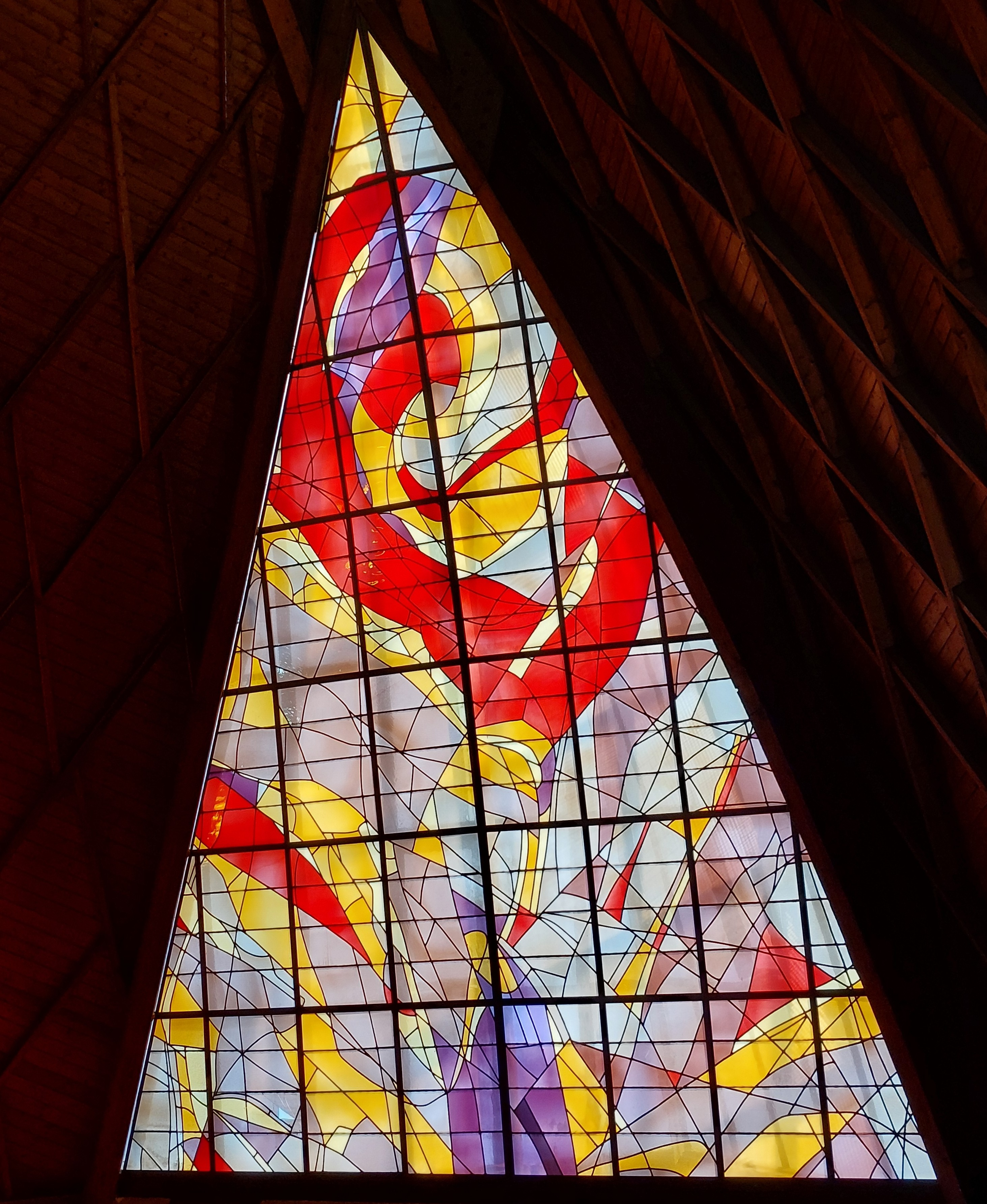
Vitrail de l'église Notre-Dame-du-Chêne à Viroflay

Les vitraux sont œuvre de Francis Bugnard et du maître-verrier Boutzen. Le chemin de croix, en laiton est de Danièle Fuchs.